# 北佐古
北佐古（きたさこ）は、徳島県徳島市の町である。一番町と二番町がある。佐古地区と、一部は加茂地区に属している。郵便番号は〒770-0011。

## 人口
2025年1月1日。徳島市の調査より。
|        | 世帯数 | 人口 |
| ------ | ------ | ---- |
| 一番町 | 210    | 409  |
| 二番町 | 188    | 280  |
| 計     | 398    | 689  |

## 地理
徳島市中央部、都心地域（中心市街地）の北西に位置する。東から一番町・二番町が並ぶ。大半は佐古地区だが、北部（一番町3番、2・4番の一部、二番町3番、2・4・5番の一部）は加茂地区である。
西・北・東は田宮川に面す。南端にはJR高徳線と徳島線が通り、佐古駅裏口に位置する。佐古駅から北へ伸びる一番町・二番町境付近の通り（県道150号の北への続き）は商業地で、そのほかは住商併用地である。

### 各地の地理
一番町
高徳線沿いは佐古駅の駐輪場となっており、特に駅の利用客である学生や会社員が目立つ。東側は医療法人川島会の病院施設、西側は徳島県信用農業協同組合連合会（JAバンク徳島）など農協 (JA) の施設が立ち並んでいる。北の田宮川河岸は三井（旧財閥系の三井グループとは無関係な地元の製紙会社）の工業地である。
二番町
閑静な住宅街となっており、北側には千松自動車教習所がある。東側の一番町との境界にある道路は商業化が進んでいる。

### 隣接する町
南は佐古と陸続きである。それ以外の方角は田宮川に囲まれ、南田宮に面している。ただしわずかに南矢三町と出来島本町にも面している。

### 地形
- 河川：田宮川

## 歴史
市町村制以前は佐古村の一部で、佐古村は1889年の市町村制により徳島市北佐古町となった。ただし、北佐古町の本通りは現在の佐古北部で、現在の北佐古は北佐古町の北の外れだった。
1964年、北佐古町の一部に田宮町の一部を加え北佐古となり、一番町と二番町に分けられ、現在の町割となった。

## 施設
- 一番町
  - 徳島県信用農業協同組合連合会
  - 川島病院
  - IL RO'SA北佐古店
- 二番町
  - 千松自動車教習所
  - JAバンク徳島センター
  - 徳島県JA会館

- 千松自動車教習所
- 川島病院

## 交通

### バス
- 徳島バス
  - 北佐古一番町

### 橋
| 橋         | 川     | 対岸     | 道路 | 備考                             |
| ---------- | ------ | -------- | ---- | -------------------------------- |
| 六号側道橋 | 田宮川 | 南矢三町 |      | 四号側道橋と対で対向車線をなす。 |
| 四号側道橋 | 田宮川 | 南田宮   |      | 六号側道橋と対で対向車線をなす。 |
| 天神橋     | 田宮川 | 南田宮   |      |                                  |
| 千松橋     | 田宮川 | 南田宮   |      |                                  |
| 煙硝蔵橋   | 田宮川 | 南田宮   |      |                                  |
| 宮古橋     | 田宮川 | 南田宮   |      | 古くは田宮橋と呼ばれた。         |